# Melchior Lorck
Melchior Lorck (1526 ou 1527 – après 1583) est un peintre et graveur de la Renaissance d'origine dano-germanique. 
Son œuvre graphique représente sur le plan historiographique les plus importantes archives visuelles sur la vie en Turquie ottomane au XVIe siècle.
Lorck est aussi le premier artiste danois pour lequel il est possible d'établir une biographie substantielle et d'attribuer une importante partie de son corpus d'œuvres.

## Biographie

### Jeunesse et formation
Melchior Lorck, né en 1526 ou 1527, est le fils de Thomas Lorck, clerc de la ville Flensbourg, dans le duché de Schleswig (Saint-Empire romain germanique),. Le premier document faisant référence à Lorck est le reçu d'un voyage royal danois de quatre ans, payé par le roi Christian III de Danemark et signé le 22 mars 1549 à Flensbourg. Ses premières gravures datent des années précédent ce voyage, d'abord avec des copies maladroites d'après Heinrich Aldegrever, mais développant rapidement une bonne maîtrise du burin, comme dans l'estampe résolument anti-papale Le Pape comme un Homme Sauvage (1545) et Portrait de Martin Luther (1548),. Avec le voyage royal rétribué, Lorck va dans l'actuelle Allemagne et s'installe, vers 1550, à Nuremberg, où il rend hommage à l'artiste local prééminent de la génération antérieure et l'un des graveurs les plus importants de l'histoire, Albrecht Dürer, dans un portrait gravé d'après une médaille de Hans Schwarz (de).
Après une visite de Rome en 1551 et un court séjour à Neubourg-sur-le-Danube, où il a brièvement travaillé à la résidence du comte palatin Othon-Henri, il exerce sa profession au sein du cercle de l'importante famille Fugger à Augsbourg, se rapprochant ainsi de la famille impériale des Habsbourg.

### Vie en Turquie

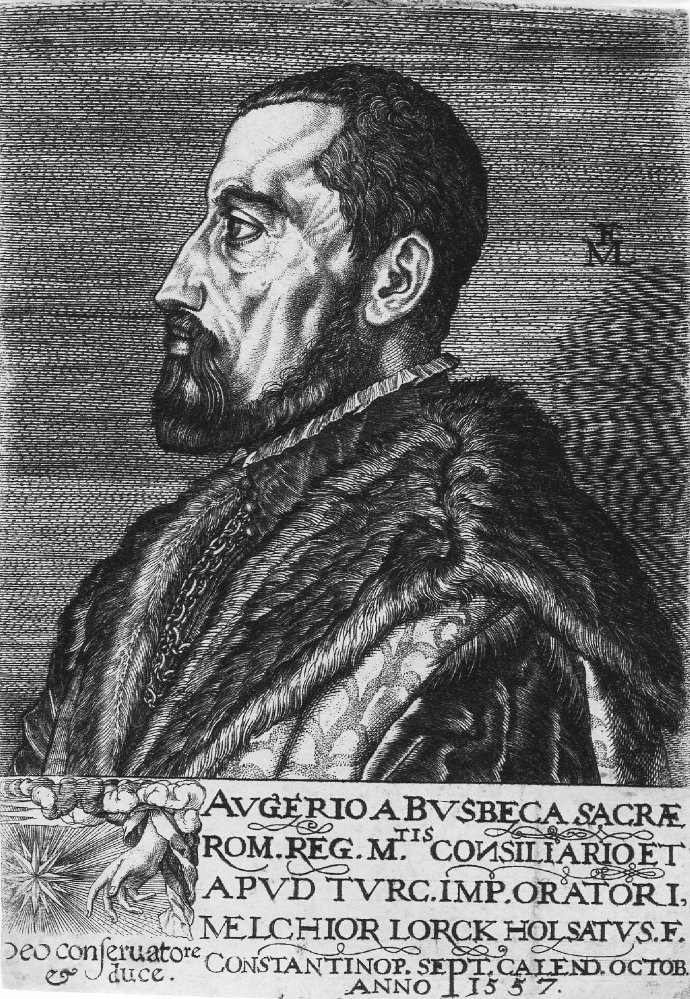
Ogier Ghiselin de Busbecq, 1557.

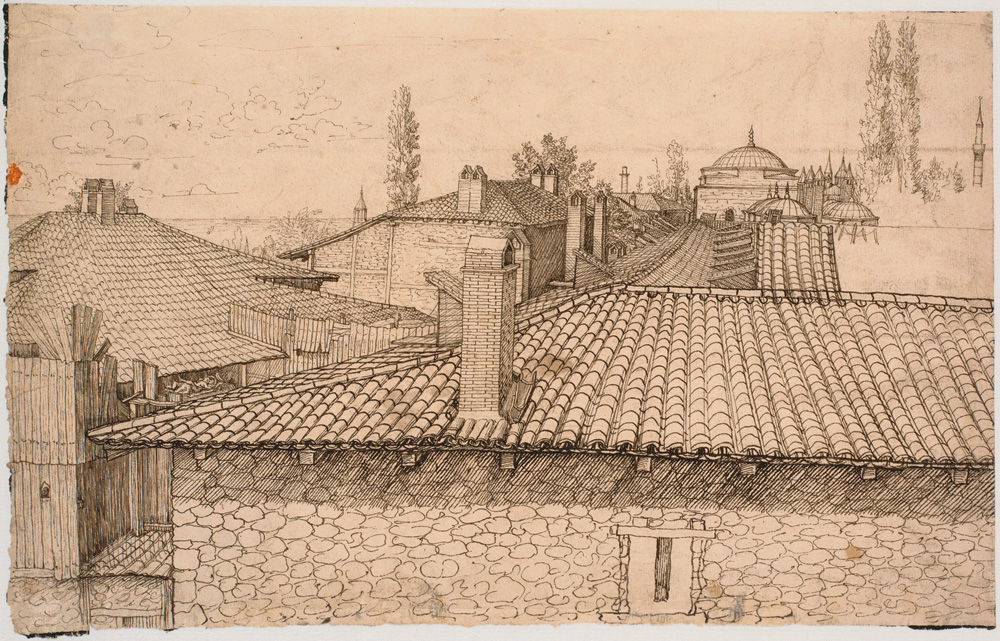
Vue des toits de Constantinople, 1555-1559, plume et encre, Statens Museum for Kunst, Copenhague.

En 1555, le roi germanique Ferdinand Ier — qui deviendra empereur du Saint-Empire en 1556 — ouvre une ambassade à la Sublime Porte, la cour du sultan Soliman le Magnifique à Constantinople, et y assigne Melchior Lorck. Le but de cette entreprise est de négocier un traité sur la Hongrie, que les deux empires réclament. Après que les Ottomans ont vaincu l'armée hongroise lors de la bataille de Mohács (1526) — où le roi Louis II de Hongrie est mort —, la « Petite Guerre de Hongrie » fait rage. Ainsi, cette ambassade, menée par Ogier Ghislain de Busbecq, aboutit finalement à un cessez-le-feu en 1562 ; elle est célébrée et contée dans Les Lettres turques de Busbecq, publiées à Anvers en 1581-1588.
Des trois années et demie passées dans la capitale turque, Lorck en a passé une et demi avec l'entourage confiné dans le caravansérail d'Elçi Hanı (tr) où les Germains s'étaient installés. Dans celui-ci, Lorck a réalisé des portraits gravés de Busbecq (voir ci-contre) et de ses co-ambassadeurs Ferenc Zay (hu) et Antun Vrancic (Antonius Verantius), quelques dessins d'animaux et une vue des toits de la ville (voir ci-contre). Dans les périodes de plus grande liberté, il dessine des monuments anciens et modernes de la ville ainsi que coutumes et habits de plusieurs sujets rencontrés dans divers endroits de l'Empire ottoman.
À la fin de son séjour, il a dû passer une longue période auprès des militaires turcs, car il a fait plus tard de nombreux portraits de personnes de rangs et nationalités très divers de l'armée ottomane.

### Emploi impérial

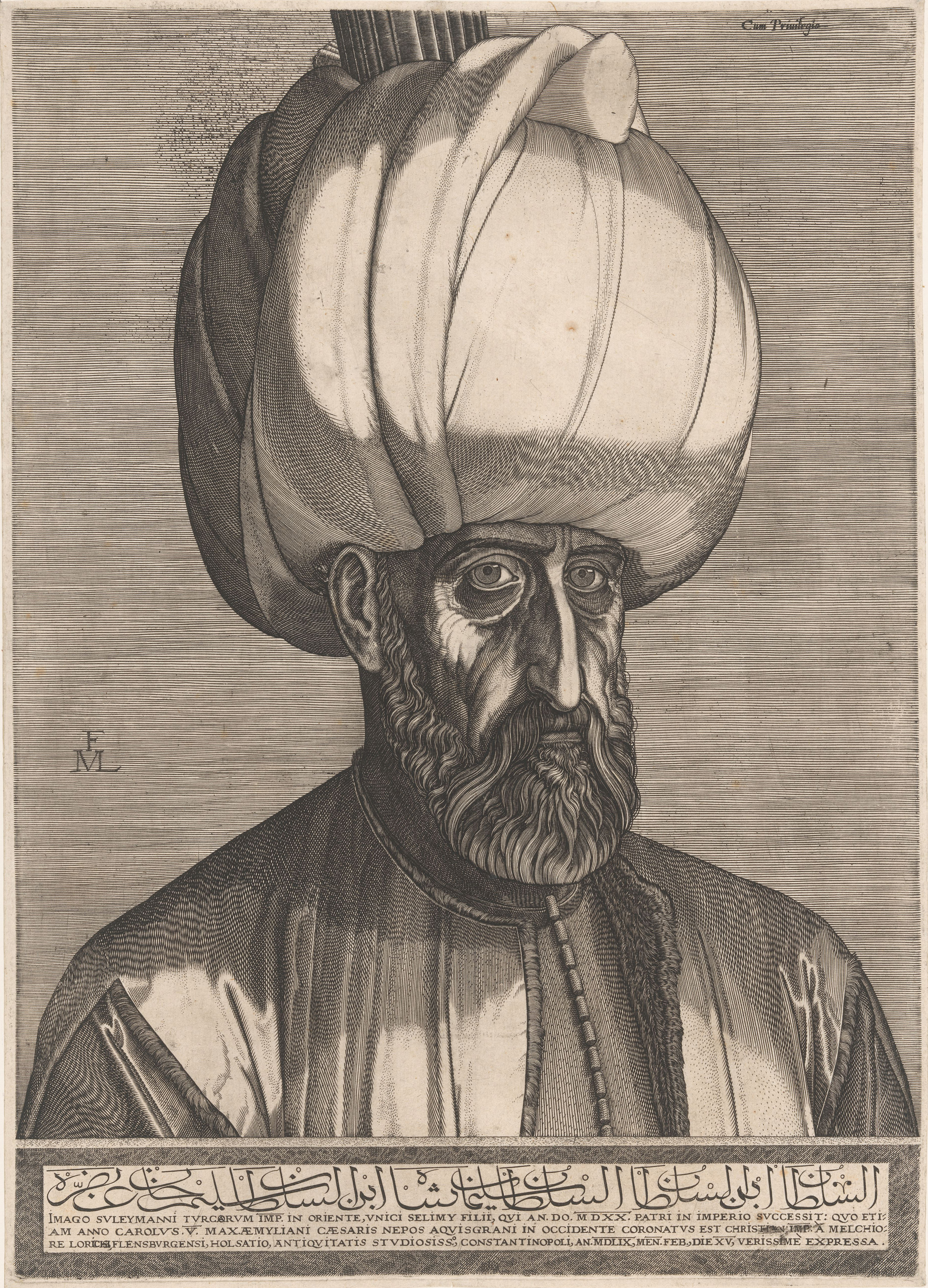
Le sultan Soliman le Magnifique, tel que présumé vu par Lorck à Constantinople le 15 février 1559. Gravure, 2e état,. Copenhague, Statens Museum for Kunst, département des estampes et dessins (inv. no KKSgb6141).

Lorck rentre en Europe occidentale à l'automne 1559. L'année suivante, sa présence est attestée à Vienne, où il reste jusqu'en 1566. Ses dessins d'anciens monuments de Constantinople et de ses environs ont été exécutés à cette période. Le Arcadius Column, l'obélisque du piédestal de Theodosius le Grand sur l'hippodrome et la colonne du piédestal de Constantin représentent tous des monuments qui sont aujourd'hui disparus. La monumentale Perspective de Constantinople, vue depuis derrière la Corne d'Or, à Galata / Pera, a également été exécutée à cette époque. Ce dessin, de 1 145 × 45 cm, dessiné sur vingt-et-une feuilles à l'encre brune et noire et à l'aquarelle, très détaillé, est considéré comme l'un des plus représentatifs du dessin topographique primitif. Il contient aussi le premier autoportrait de l'artiste.
À Vienne, Melchior Lorck est contacté à deux reprises par le frère du roi Christian III de Danemark, le duc Hans den Ældre (da), qui sollicite ses services. Mais Lorck répond qu'il accepterait de bon cœur s'il n'était pas si occupé. Quand il lui répond finalement par la positive en 1563, il envoie également une lettre au roi Frédéric II de Danemark contenant une longue et complète description de sa carrière. En 1562, Melchior Lorck produit un grand portrait en buste du sultan Soliman le Magnifique et de l'ambassadeur perse à Constantinople, Ismaïl, qu'il joint à ses lettres. Dans celles-ci, Lorck demande un mécénat, qu'il obtient avec une grâce royale de 200 rigsdalers danois. Il les reçoit des mains de son frère Andreas Lock, qui est lui aussi entré au service du roi à Copenhague.
Peu après ses lettres de janvier 1563, de nouvelles missions lui sont assignées et l'occupent à Vienne cinq années de plus. En effet, en 1562, le fils de Ferdinand Ier, Maximilien II de Habsbourg, est élu roi des Romains (c'est-à-dire futur empereur) à Francfort-sur-le-Main, et il descend le Danube pour être reçu et honoré dans les villes le bordant jusqu'à la ville finale, Vienne. Lorck est ainsi chargé de préparer l'entrée grandiose du roi pour mars 1563, et donc à la fois de redécorer la ville avec des arches triomphales, des réserves de vin et des rues à trois voies, et les habitants eux-mêmes, qui doivent s'habiller aux couleurs des Habsbourgs.
Le 22 février 1564, l'empereur confirme le statut de noble de Melchior Lorck et de ses trois frères, Caspar, Balthasar et Andreas, citant dans le document d'anoblissement le séjour en Turquie comme principal argument. Vers la même époque, Lorck est employé comme « hartschier (en) » (de l'italien, arciere, « archer »), une position honorifique dans la garde montée de l'empereur avec un salaire annuel, qu'il conserve jusqu'en 1579.
En 1566, il suit l'empereur lors d'une campagne en Hongrie qui mène à la mort de Soliman le Magnifique lors du siège de Szigetvár. En décembre de cette année, Maximilien II écrit une lettre inhabituelle à son « cousin » le roi Frédéric II où il lui demande de recevoir correctement Melchior Lorck, ce dernier arrivant au Danemark pour récupérer l'héritage de son grand frère Caspar, qui a été tué lors de la guerre nordique de Sept Ans entre le Danemark et la Suède. La lettre demande également de le laisser revenir à son service, ce qui montre que Maximilien II craignait que Frédéric II exigeât à Lorck de rester au Danemark à son service. Voyageant vers le nord, il semble n'être pas allé plus loin que Flensbourg avant de repartir vers le sud.

### Vie à Hambourg
En 1567, Melchior Lorck apparaît dans des documents du conseil de la ville de Hambourg, où il semble être resté jusqu'en 1572 ; il y rédige son testament. Initialement, Lorck est employé comme cartographe pour cartographier les petits ruisseaux affluant de l'Elbe, de Geesthacht à la mer, afin d'appuyer les revendications légales sur le territoire vis-à-vis du voisin duché de Brunswick-Lunebourg. L’impressionnante carte (de) qui en résulte est toujours conservée par les Archives d'État de Hambourg (de),.

Carte de l'Elbe, 1568, aquarelle et gouache sur craie rouge, plume et encre,. Hambourg,.

Une autre commande importante pour la ville et la reconstruction de la porte de la ville Schartor, qui a commencé en 1568 et a été achevée en 1570.
À Hambourg, Lorck publie le pamphlet anti-Turc Ein Liedt vom Türcken und Anti-Christ (« Une chanson sur le Turc et l'Antéchrist »), d'un ton assez différent de ceux qui suivront, plus neutres dans leurs descriptions des Turcs.
Dans le testament de Lorck, l'un des seuls témoignages de sa vie de famille, on découvre qu'il lègue toutes ses possessions à sa veuve, une certaine Anna Schrivers, qu'il décrit comme sa fiancée ; c'est la seule fois où celle-ci est mentionnée.
Les dernières traces que l'on a de Lorck datent de son séjour à Anvers en 1574, où il reçoit enfin son salaire et une compensation pour le Schartor. L'année suivante, il est appelé dans cette ville pour témoigner à la Chambre impériale pour un cas sur les possessions territoriales de l'est de Hambourg appelées Vierlande ; il dessine une carte pour le documenter.

### Vie à Anvers
Lorck semble être arrivé à Anvers en 1573. Il est l'un des premiers à écrire une entrée dans l’liber amicorum d'Abraham Ortelius. Lorck se lie d'amitié avec le graveur Philippe Galle, qui lui dédie le livre de Hans Vredeman de Vries sur les étangs et fontaines. Il travaille pour l'imprimerie de Christophe Plantin.
Des commentaires élogieux sont publiés dans le Civitates orbis terrarum de Georg Braun et Frans Hogenberg, ainsi que le portrait de l'antiquaire Hubert Goltzius, frère de Hendrik Goltzius, montrent le réseau qu'il a été capable d'établir pendant son séjour dans la ville.
Les remous causés par la Révolte des gueux lui font fuir la ville à l'été 1574, ainsi qu'il l'insinue dans sa lettre, datée octobre de l'année en cours, à Ortelius.
Anvers est pour Lorck le lieu le plus prometteur de sa carrière : il se trouve en effet dans le centre humaniste le plus important d'Europe grâce aux prolifiques maisons d'édition, dont Plantin est le fer de lance. Une médaille de bronze a été forgée par Étienne de Hollande (en). Lorck publie à Anvers son seul livre consistant, le Soldan Soleyman Tvrckhischen Khaysers, vnd auch Furst Ismaelis auß Persien, Whare vnd eigendtliche contrafectung vnd bildtnuß (« Les vraies et fausses contrefaçons et images de l'empereur turc, le sultan Soliman et du prince Ismaïl de Perse »), en avril 1574. Le livre, — dont la seule copie connue a péri dans une tempête de feu à Hambourg en juin 1943 des suites de l'opération Gomorrhe menée par les forces alliées pendant la Seconde Guerre mondiale —, contient deux portraits en buste et deux en pied du sultan et de l'ambassadeur perse de la Sublime Porte, Ismaïl, toujours connus aujourd'hui, ainsi que des poèmes de Conrad Leicht et Paulus Melissus. On y trouve une très longue annonce — citée dans la dissertation de Hans Harbeck (de) de 1911 — d'un livre sur le point d'être publié et qui décrirait la totalité de la société turque et semble annoncer la publication de l'œuvre alors en cours appelée La Publication turque (Wolgerissene und geschnittene Figuren...).

### Peintre du roi danois

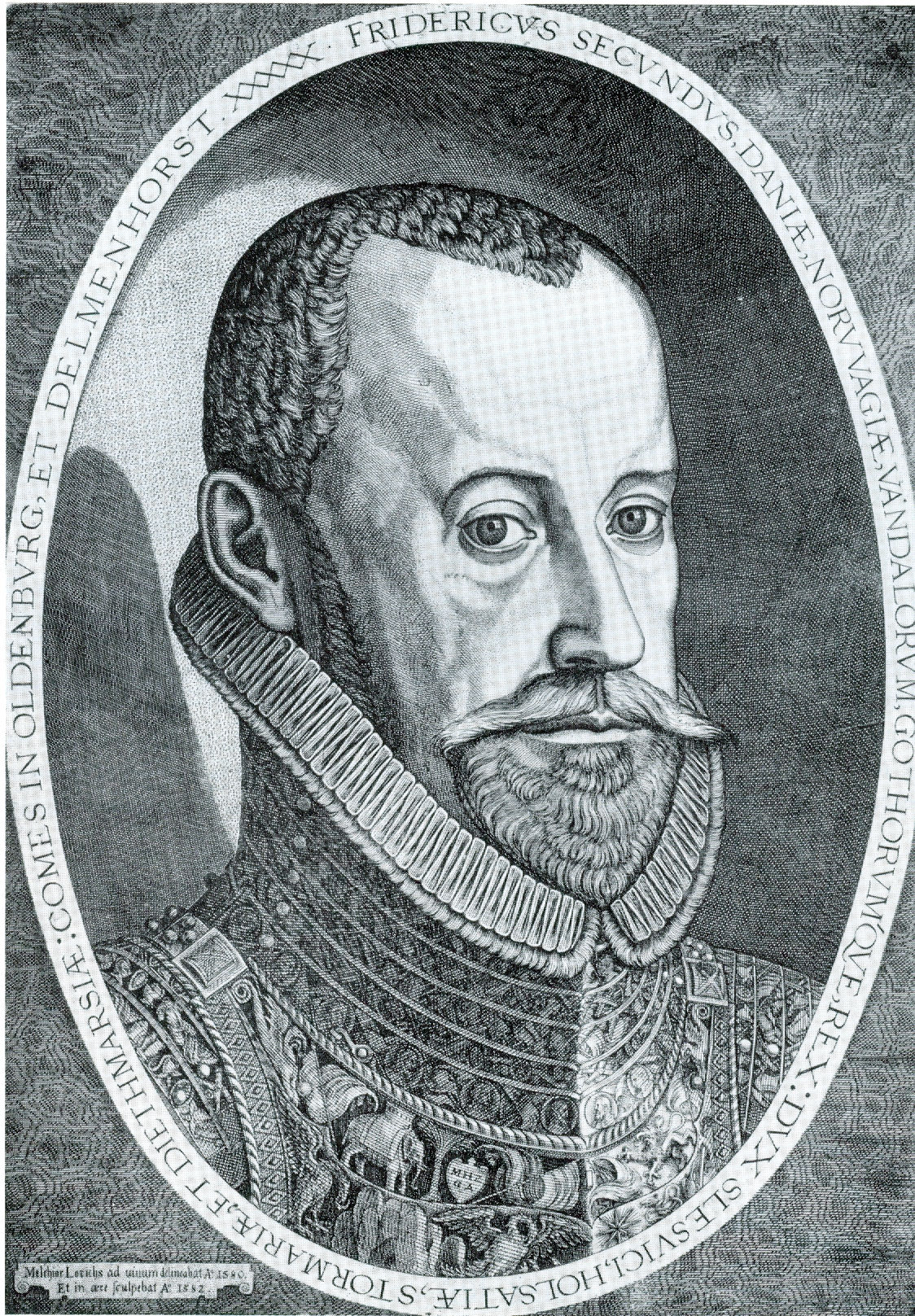
Le roi Frédéric II, gravure de Melchior Lorck, 1582.

Quand Lorck avait reçu sa paye pour son voyage de la part du roi Christian III de Danemark en 1549, il avait promis de partir quatre ans et de ne revenir que pour entrer au service du roi ou de son successeur. Ce n'est pas exactement ce qu'il a fait, ayant toujours été interrompu par des projets plus intéressants. Cependant, en 1578, il propose sa candidature à la cour impériale pour un petit fief à Silesia, Guppern (non localisé avec certitude). Quand sa candidature est refusée par l'empereur Rodolphe II, il candidate en 1579 pour une pension et la relève de son devoir d'Hartschier, toutes deux gracieusement accordées.
Le 19 février 1583, il apparaît dans le livre de compte d'État du Danemark avec le commentaire « Sa majesté royale a, le 19 février 1580, employé Melcher Lorichs comme peintre et contrefacteur. »
Ses estampes destinées au roi ont été perdues, quoiqu'on ne sache pas vraiment si un œuvre complet ait réellement existé. Les seules qui aient survécu sont un portrait gravé du roi, une gravure sur bois destinée à un frontispice pour les règles de l'ordre de l'Éléphant et une portrait en pied du roi Frédéric II peint — le premier du genre dans l'art danois. En dehors de ces œuvres, Lorck s'est principalement consacré aux gravures sur bois de la Publication turque.

### Fin de vie
Le 10 novembre 1582, le roi relève Lorck de ses fonctions, précisant que ce congédiement serait honorable s'il rendait sa lettre de nomination. Le dernier salaire a été versé le 4 mars 1583 ; il s'agit de la dernière source sûre prouvant qu'il était encore en vie à cette date-là. La date de mort de Melchior Lorck est généralement admise après 1583, à Copenhague.
Par ailleurs, une carte d'une partie de l'Elbe de 1594 lui est attribuée, mais aucune confirmation n'a pu être donnée, cette carte ayant disparu dans l'incendie de Hambourg de 1842.

## Œuvre

### LaPublication turque

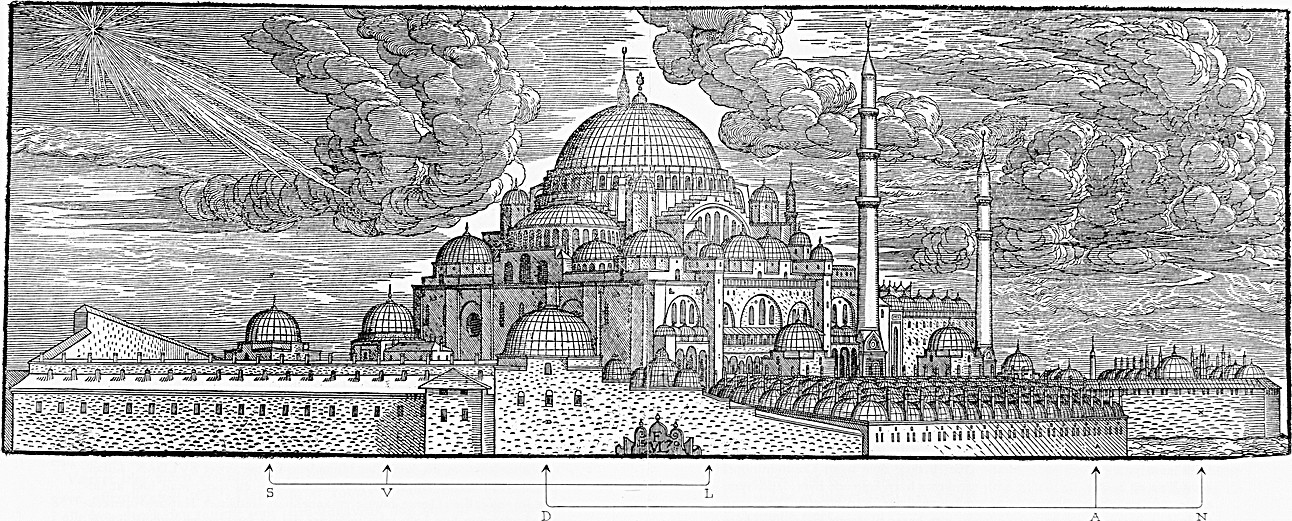
La mosquée Süleymaniye à Constantinople.

Quand il est employé comme Hartschier, Lorck décide de mettre à exécution son projet de publier un livre sur la Turquie. Dans une lettre au roi danois Frédéric II datée du 19 mai 1575, il indique qu'il a des problèmes pour financer la publication de son livre et demande une aide financière. 
Dans les années courant de 1570 à cette date, Lorck a réalisé de nombreux blocs de gravures sur bois d'après ses dessins de Turquie, principalement à Anvers. Douze d'entre eux, composés de motifs architecturaux des monuments locaux, sont datés de 1570 ; cinq autres, représentant des membres de l'armée turque et leur entourage, sont datés de 1575. Dans les années suivantes, il atteint un total de 128 blocs, qui composent la Publication turque telle que connue aujourd'hui.
On ne connaît que peu de dessins préparatoires. Au moins l'un d'eux suggère que Lorck avait prévu de réaliser plus de gravures que celles qui composent la Publication turque.

### Destin probable des gravures turques

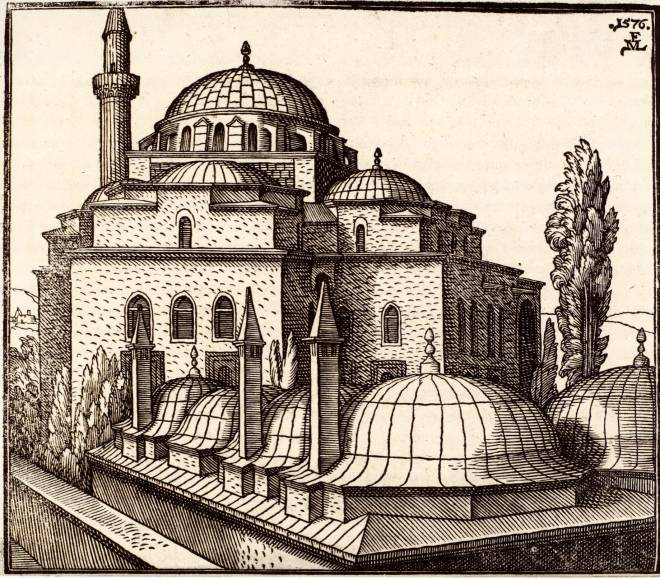
Melchior Lorck, Mosquée d'Atik Ali Pasha, 1576, Copenhague, bibliothèque royale

Ce qu'il advient de l'artiste et du grand nombre de blocs de bois ayant servi à la Publication turque depuis leurs dernières traces documentées en 1583 est inconnu. Deux copies d'un prototype de frontispice, datés de 1575, existent : elles portent la même date et le même titre supérieur — Wolgerissene und geschnittene Figuren in Kupffer und Holz durch. Den Kunstreichen und weitberümten Melcher Lorch für die Mahler Bildthawer und Kunstliebenden. an tag gegeben — mais leur typographie est différente. Tandis que l'édition de 1619 n'a jamais vu le jour, les gravures ont été publiées sept ans plus tard à Hambourg, sous le même titre. Il est donc possible que les blocs aient été à Hambourg depuis la mort de Lorck.
Le principal spécialiste de Lorck, le docteur Erik Fischer, longtemps conservateur au département des estampes de la bibliothèque royale de Copenhague, suggère que la Publication turque n'est en fait que le tronc principal de ce que Lorck voulait réaliser. Lorsque les blocs sont publiés à nouveau en 1646, un registre des motifs est joint au lot, cependant il ne correspond pas aux estampes présentées, ce qui montre qu'un autre jeu d'estampes original existe. C'est dans la thèse de Fischer que l'on apprend que cet « original » est un écrit manuscrit destiné à compléter les gravures et ainsi répondre à la promesse faite en 1574 (Soldan Soleyman...), d'une description exhaustive de la société, vie et coutume turque. Cette idée est corroborée par le contexte dans lequel les gravures ont été réutilisées par un autre éditeur de Hambourg, Eberhard Werner Happel, qui les insérait dans ses bulletins sur les guerres turque des années 1680 et sur les coutumes turques. Ici, des bouts de description apparaissent et pourraient avoir été tirés d'un texte lié aux gravures et basé sur une expérience personnelle avec les Turcs — très probablement un texte par Lorck lui-même.

### Projet « Trachtenbuch »

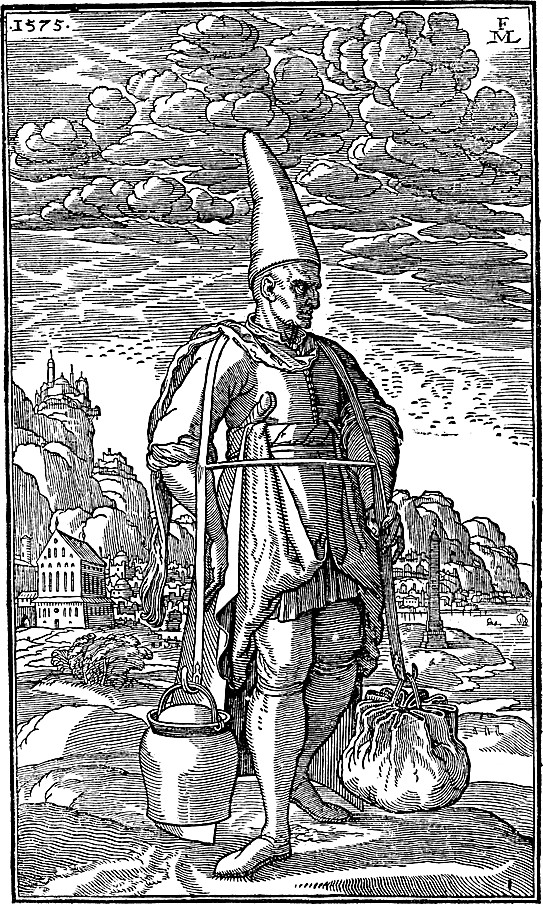
Melchior Lorck, Le cuisinier des janissaires, 1575, Copenhague, bibliothèque royale

Un nombre important de dessins, la plupart ayant été réalisés au début des années 1570, représentent des figures et des groupes dans leurs vêtements typiques. Lorck semble avoir prévu de réaliser un livre de costumes — un genre très populaire, à l'époque. Les dessins, sur lesquels la région ou la ville d'origine du costume est systématiquement indiquée, sont tous des dessins préparatoires pour gravure sur bois ; mais aucune d'entre elles n'est connue, et le projet est resté inachevé.

## Postérité
Melchior Lorck était reconnu à la fin du XVIe siècle et mentionné dans le Schilder-boeck de Carel van Mander, bien qu'aucune entrée ne lui soit consacrée. Il était aussi connu comme l'enfant célèbre de Flensbourg.
Après la sortie de la Publication turque en 1626, il a inspiré de nombreux artistes et ses rendus des Turcs sont devenus un standard de la vision occidentale des Turcs. Nicolas Poussin et Stefano Della Bella se sont inspirés de ce livre et Rembrandt en a possédé une copie[réf. nécessaire].
Lorck est peu connu aujourd'hui, mais on y fait référence dans les études sur la relation entre l'Europe et l'Empire ottoman du XVIe siècle, ainsi que dans les études orientales.